# Thaumatocyprididae
Thaumatocyprididae – rodzina skorupiaków z gromady małżoraczków i rzędu Halocyprida.
Rodzina ta została wprowadzona w 1906 roku przez Gustava Wilhelma Müllera.
Przedstawiciele tego taksonu są znani od permu. Do 2011 roku opisano 35 współcześnie żyjących gatunków.
Do rodziny tej zalicza się 7 rodzajów:
- Danielopolina Kornicker et Sohn, 1976
- Humphreysella Kornicker et Danielopol, in: Kornicker, Danielopol et Humphreys, 2006
- †Pokornyopsis Kozur, 1974
- Thaumatoconcha Kornicker et Sohn, 1976
- Thaumatocypris Mueller, 1906
- Thaumatomma Kornicker et Sohn, 1976
- Welesina Iglikowska et Boxshall, 2013